# (3961) Артуркокс
(3961) Артуркокс (англ. Arthurcox) — небольшой астероид главного пояса, который был открыт 31 июля 1962 года в рамках проекта IAP в обсерватории им. Гёте Линка и назван в честь  Артура Кокса, одного из участников проекта.

Орбита астероида Артуркокс и его положение в Солнечной системе